# Seznam hrvaških admiralov
Seznam hrvaških admiralov.

Predstavljeni so admirali sedanje HV, saj v preteklosti ni imela svojih admiralov. Čeprav Hrvaška še ni članica Nata, je že sprejela natovske kode admiralskih činov, in to: komodor (OF-6), kontraadmiral (OF-7), viceadmiral (OF-8), admiral (OF-9) in admiral flote (OF-10). Pri aktivnih admiralih so navedene sedanje dolžnosti, ostali pa so upokojeni ali umrli. Vojaški zgodovinarji naj popravijo morebitne napake.

## A
- Nikola Aračić, rezervni viceadmiral JVM (JLA)

## B
- Juraj Bonači, kontraadmiral JVM (JLA)
- Andrija Božanić, viceadmiral JVM (JLA)

## Č
- Josip Černi, admiral JA (JLA) (1903–2000), prvi poveljnik partizanske in jugoslovanske vojne mornarice (1943–1950, pomočnik načelnika GŠ JLA za vojno mornarico (1950–1960) (ponemčeno-češko-hrvaškega rodu, rojen v Mb)

## D
- Davor Domazet - Lošo, kapetan bojne ladje JVM (JLA), admiral HVM, načelnik GŠ OS RH

## E
- Josip Erceg, kapetan bojne ladje JVM (JLA), kontraadmiral HVM

## G
- Vlado Grozdanić, komodor
- Josip Grubelić, viceadmiral JVM (JLA)
- Božidar Grubišić, viceadmiral JVM (JLA), admiral HVM

## H
- Robert Hranj, admiral, načelnik GŠ OS RH 2020-2024, zapovjednik Hrvaške vojne mornarice od 2012. do 2015.

## J
- Đuro Jakčin, poveljnik mornarice NDH (Dunaj, 1889 - Sofija, 1944)
- Mate Jerković, ...admiral JVM (JLA)

## K
- Davorin Kajić, viceadmiral, pomočnik načelnika GŠ za vojno mornarico
- Zdravko Kardum, viceadmiral, poveljnik hrvaške vojne mornarice HVM
- Ante Kronja, kontraadmiral JVM (JLA)

## L
- Sveto Letica (1926–2001), viceadmiral JVM (JLA), štabni (stožerni) admiral HVM (čin = enak admiralu flote)

## M
- Branko Mamula (1921–2021), admiral flote JLA (krajiški Srb)
- Mladen Marušić, kontraadmiral JVM (JLA)
- Benko Matulić, viceadmiral JVM (JLA)

## N
- Momčilo Novković, viceadmiral JVM (JLA)

## P
- Stanko Parmač, kontraadmiral JVM (JLA)
- Bogdan Pecotić, admiral JVM (JLA)
- Marinko Primorac, komodor KVM
- Ivo Purišić, viceadmiral JVM (JLA)

## R
- Branimir Radelić, kontraadmiral JVM (JLA)
- Ivo Raffanelli, kontraadmiral, trenutni poveljnik HVM
- Ivan Randić, kontraadmiral JVM (JLA)

## S
- Željko Simičić, komodor, namestnik poveljnika hrvaške vojne mornarice HVM
- Predrag Stipanović Peđa, kontraadmiral, poveljnik hrvaške vojne mornarice HVM
- Vid Stipetić (1937–2011), kapetan bojne ladje JVM (JLA); admiral, poveljnik hrvaške vojne mornarice HVM
- Ivica Supić, komodor, načelnik Uprave za poveljniško-informacijske komunikacijske enote HVM

## Š
- (Petar Šimić 1932-90)

## T
- Dušan Tadin, kontraadmiral JVM (JLA)
- Ivica Tolić, komodor, poveljnik flote hrvaške vojne mornarice HVM
- Ljubo Truta, admiral JVM (JLA)

## U
- Ante Urlić, komodor, viceadmiral, načelnik štaba poveljstva hrvaške vojne mornarice HVM

## V
- Tihomir Vilović, viceadmiral JVM (JLA), Titov pribočnik

## Ž
- Josip Žužul, viceadmiral JVM (JLA)